# Boreana, Varna
Boreana (în bulgară Боряна) este un sat în comuna Dălgopol, regiunea Varna,  Bulgaria. 

## Demografie
Componența etnică a satului Boreana
     Bulgari (76,87%)
     Turci (1,02%)
     Nicio identificare (22,1%)
     Altele (0%)
La recensământul din 2011, populația satului Boreana era de 294 locuitori. Din punct de vedere etnic, majoritatea locuitorilor (76,87%) erau bulgari, cu o minoritate de turci (1,02%). Pentru 22,1% din locuitori nu este cunoscută apartenența etnică.